# Hans-Georg Koitz
Hans-Georg Koitz (ur. 4 kwietnia 1935 w Strzegomiu) – niemiecki duchowny rzymskokatolicki, biskup pomocniczy Hildesheim w latach 1992-2010.
Święcenia kapłańskie otrzymał 30 czerwca 1962 roku i został inkardynowany do diecezji Hildesheim. 24 sierpnia 1992 roku został mianowany przez Jana Pawła II biskupem pomocniczym tej diecezji, ze stolicą tytularną Cantanus. Sakry udzielił mu Josef Homeyer 25 października 1992. Benedykt XVI przyjął jego rezygnację z urzędu 4 grudnia 2010 roku. Od tamtej pory pozostaje biskupem seniorem.